# Цитович, Анисья Никитична
Анисья Никитична Цитович (в девичестве — Максимович; 1883 — 1971) — российская революционерка. Участница Севастопольского восстания 1905 года.

## Биография
Анисья Максимович родилась в 1883 году в крестьянской семье. Детство и юность провела в Севастополе, где окончила казенную гимназию. Ходила в кружок самообразования, где начала читать запрещённую литературу. В 1902 году начала участвовать в деятельности «Севастопольской рабочей организацией».
Работала учительницей с 1903 года. Возглавляла различные социал-демократические кружки при портовых мастерских. Доводила до слушателей решения II съезда РСДРП. Хранила запрещённые книги, поддельные паспорта и типографские материалы в собственной квартире. С 1905 по 1907 год — технический секретарь Севастопольской военной организации РСДРП. Во время Севастопольского восстания 1905 года Анисья Цитович занималась распространением пропагандистских материалов, входила в состав редакции подпольной газеты «Солдат». Помогала скрывать беглых матросов с крейсера «Очаков» от задержания. Была знакома с революционером Владимиром Антоновым-Овсеенко.
Участвовала в организации побега 21 политического заключённого в июне 1907 года. Имела подпольные клички «Мария» и «Нина Николаевна». В этом время вышла замуж за Цитовича. Проживала в доме № 27 по улице Азовской, откуда была выслана из Севастополя в марте 1908 года.
Процесс над революционеркой состоялся в 1910 году в Одесском военном суде, который из-за недостаточности свидетельств оправдал Анисью Цитович. Находилась до 1916 года под гласным надзором полиции. Затем проживала в Тамбовской губернии, где была до 1917 года под негласным надзором. Переехала туда с сыном и дочерью, поскольку там работал её супруг.
После революционных событий 1917 года работала читальнях и библиотеках, включалась в различные комиссии, вела пропагандистскую работу. Приезжала в Севастополь во время празднования 50-летия революции 1905 года.
Скончалась в 1971 году.